# Amber Harris
Amber Harris  (née à Indianapolis dans l'Indiana le 16 janvier 1988) est une joueuse américaine de basket-ball. Elle évolue avec la franchise du Lynx du Minnesota de la Women's National Basketball Association (WNBA).

## Biographie

### NCAA
Harris joue en basket-ball universitaire à Xavier de 2006 à 2011. Elle totalise 2 205 points et 1 226 rebonds. Elle est devenue le premier Musketeer à être honoré du titre State Farm All-American par l'association des entraîneurs (Women's Basketball Coaches Association) en 2009-10 et en 2010-11. Elle est diplômée d'une licence en arts et poursuit des études en justice pénale.

### WNBA
Harris est choisie au premier tour de la Draft WNBA 2011 par les Lynx du Minnesota. À sa première saison, Harris sert principalement comme une joueuse de banc, avec une moyenne de 3,3 points par match dans une équipe qui obtient le meilleur bilan de la WNBA pour la saison avec 27 victoires et 7 défaites.

## Étranger
- 2012-2013 :  Samsung Life Bichumi[7]
- 2015-2016 :  Samsung Life Bichumi[8]